# Roy Adzak
Roy Adzak, pseudonyme de Royston Wright, est un artiste peintre, graveur, photographe et sculpteur britannique, né le 14 février 1927 à Reading et mort à Paris le 30 janvier 1987.

## Biographie
Fils de Reginald Wright, prestidigitateur, et de Ivy Hawkins, Royston Wright effectue ses études à la Reading Grammar School puis à la Reading University, il est diplômé en génie civil. Puis il étudie la sculpture et la photographie à la Sydney Art School (1954). Il apparaît en 1970 dans Dim Dam Dom interviewé par Marc Gilbert.
Il participe à des expositions archéologiques en Afghanistan et à de nombreuses expositions dans le monde.
Expositions permanentes à la Tate Gallery, au Victoria and Albert Museum, à Washington, en Grèce et en France.
Ses œuvres sont exposés lors de l'exposition « Made in France 1947-1997, 50 ans de création en France » du 30 janvier 1997 au 29 septembre 1997, au Centre national d'art et de culture Georges-Pompidou.
Son atelier, situé dans le 14e arrondissement de Paris, fut conçu comme musée consacré à son œuvre et résidence d'artistes.
Il est enterré à Paris au cimetière du Montparnasse, section 9. 
Sa première exposition posthume a été réalisée par son fils Lucian WRIGHT, en collaboration avec la Galerie Loevenbruck de Paris : "Negative Objects 1958-1974", du 19 octobre 2022 au 3 décembre 2022. 

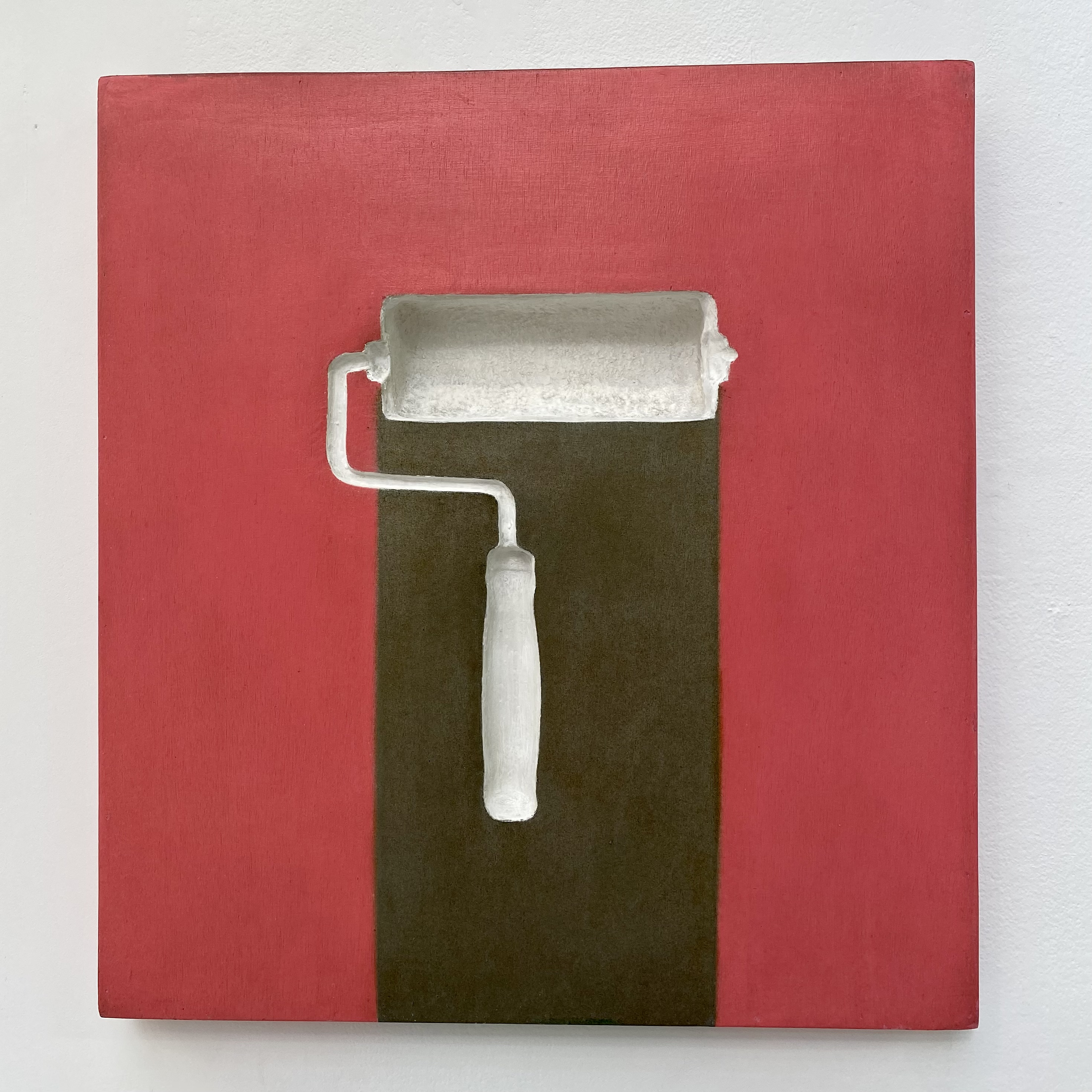
Roy ADZAK Sculpture -et- Peinture

## Collections publiques
- nd - Bulbs, National Gallery of Art à Washington[8]
- nd - Profile girls, The Macedonian Museum of Contemporary Art[9]
- nd - Auto, The Macedonian Museum of Contemporary Art[9]
- nd - Nature morte, The Macedonian Museum of Contemporary Art[9]
- nd - Green - Red, The Macedonian Museum of Contemporary Art[9]
- nd - Head of Nefertiti, The Macedonian Museum of Contemporary Art[9]
- 1966 - Cut Bottle Relie, Tate (galerie)[10]
- 1968 - (Sans titre), moulage en creux, musée d'art moderne de Saint-Étienne (achat à la Galerie Iris Clert en 1969)[11]
- 1977 - Reflet du Nil, Victoria and Albert Museum, sculpture de Roy Adzak manufacturée par Daum[12], également au Musée des beaux-arts de Nancy[13]

## Publications
- Fire-imprint, Anvers 1975[14]
- Screws : 22 feuillets et 2 vis, Anvers 1976[15],[16]
- Roy Adzak - dehydration = Roy Adzak - déshydratation, Paris 1978[17]